# Død Kalm
«Død Kalm» — 19-й эпизод 2-го сезона сериала «Секретные материалы», главные герои которого — агенты ФБР Фокс Малдер (Дэвид Духовны) и Дана Скалли (Джиллиан Андерсон), расследующие трудно поддающиеся научному объяснению преступления.
В данном эпизоде внимание Малдера и Скалли привлекает группа моряков с эсминца «Ardent», обнаруженная во время дрейфа на спасательной шлюпке в Норвежском море. Все моряки выглядят чрезмерно состарившимися, и агенты отправляются в Норвегию расследовать предполагаемое «искривление во времени». Добравшись до эсминца на траулере, агенты внезапно оказываются брошены на стремительно ржавеющем корабле и начинают быстро стареть. Эпизод является «монстром недели» и не связан с основной «мифологией сериала», заданной в первой серии.
Название серии отсылает к австралийскому психологическому триллеру 1989 года «Мёртвый штиль» (Dead Calm).

## Сюжет
В Норвежском море команда американского эсминца «Ардент» в панике покидает судно, не обращая внимания на просьбы и угрозы капитана. Восемнадцать часов спустя шлюпку с сильно постаревшими за этот период моряками подбирает канадское рыболовецкое судно.
В военно-морском госпитале Бетесды Малдер и Скалли навещают единственного выжившего члена команды — двадцатитрёхлетнего лейтенанта Ричарда Харпера, который выглядит как дряхлый старик. Малдер выясняет, что «Ардент» пропал в районе 65-й параллели, где уже неоднократно исчезали корабли. Малдер считает, что там имеет место «искривление во времени», которое связано с «Филадельфийским экспериментом», проводившимся во время Второй мировой войны.
Прибыв в норвежский город Тильдескан, Малдер и Скалли, получив отказы от всех норвежских мореходов, договариваются с американцем Генри Трондхаймом, что он доставит их на своём траулере к последнему известному местоположению «Ардента». С трудом добравшись до судна, агенты обнаруживают везде следы чрезвычайной коррозии, хотя «Ардент» спущен на воду лишь несколькими годами ранее. В кубрике агенты находят трупы нескольких членов команды, превратившиеся в мумии. Тем временем команда траулера, боясь погибнуть, уводит судно, бросая агентов, Трондхайма и его старпома Халверсона на борту «Ардента». Вскоре Халверсона, отставшего от группы, кто-то убивает, размозжив ему голову. На камбузе Малдер находит сильно постаревшего капитана Баркли, который утверждает, что «время потерялось», после того как в море появился светящийся объект. Ночью агенты и Трондхайм замечают, что все они стали быстро стареть.
На утро капитан Баркли умирает от старости. Трондхайма на палубе пытается убить железной трубой норвежский браконьер Олаффсон, который ранее был пойман командой «Ардента» вместе с сообщниками, но не постарел. Скалли предполагает, что корабль дрейфует по направлению к большому металлическому объекту на дне океана, в результате чего свободные радикалы ускоряют окислительные процессы организма, вызывая старость. Малдер находит единственную не проржавевшую насквозь канализационную трубу, которая ведёт в отстойник, где среди кишащих крыс лежат трупы не постаревших сообщников Олаффсона, убивших друг друга из-за воды. Малдер приходит к выводу, что вся вода, кроме циркулирующей по кругу в канализации судна, чем-то заражена. Трондхайм, узнав секрет сохранения жизни, убивает Олаффсона, а агентам говорит, что тот сбежал.
Скалли проводит анализы и выясняет, что заражённая вода приводит к разрушению клеток и увеличению содержания натриевой соли в крови. Малдер сильно ослабевает от недостатка питьевой воды. Скалли обнаруживает, что Трондхайм заперся в отстойнике со всей оставшейся в баке незаражённой водой, но ржавчина проедает борт, и Трондхайма затапливает внутри отсека. Скудные запасы пригодной для питья жидкости не помогают, и сильно состарившиеся агенты теряют сознание незадолго до того, как их спасает флот США.
Очнувшись в госпитале Бетесды, Скалли с остатками следов старения на лице видит Малдера на соседней койке. Доктор Ласкос говорит Скалли, что её исследования на корабле помогли вылечить их обоих. Скалли отвечает, что хочет вернуться на корабль и провести дополнительные исследования, но доктор сообщает ей, что корабль затонул менее чем через час после того, как агенты были спасены.

## Производство

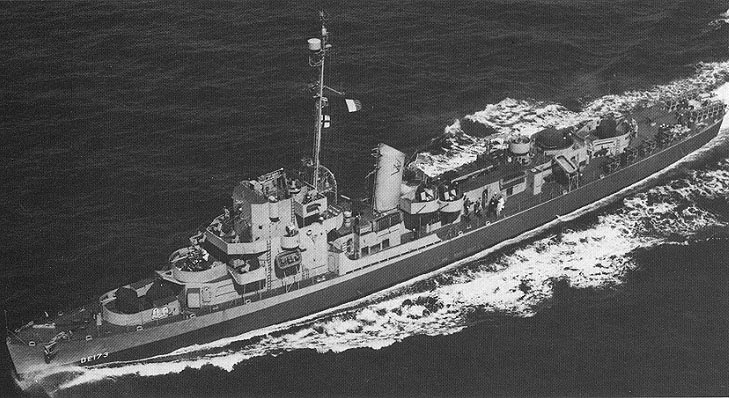
Эпизод содержит прямые отсылки и аллюзии на Филадельфийский эксперимент.

### Сценарий
Создатель сериала Крис Картер попросил Говарда Гордона написать сценарий к «Død Kalm», поскольку «Секретным материалам» был дан доступ на эсминец канадского флота. Ранее это же судно появлялось в эпизодах «Колония» и «Конец игры». Эпизод задумывался как способ дать съёмочной группе передышку после работы над несколькими трудоёмкими эпизодами подряд. До того, как был окончен сценарий, Картер сказал, что эпизод будет «отличным отдыхом для всех».
В книге «The Unofficial X-Files Companion» Н. Генж отмечает сходство «Død Kalm» с Филадельфийским экспериментом — мифическим военным экспериментом по телепортации судна. Эпизод на самом деле содержит как прямые отсылки, так и аллюзии на эксперимент.

### Съёмки

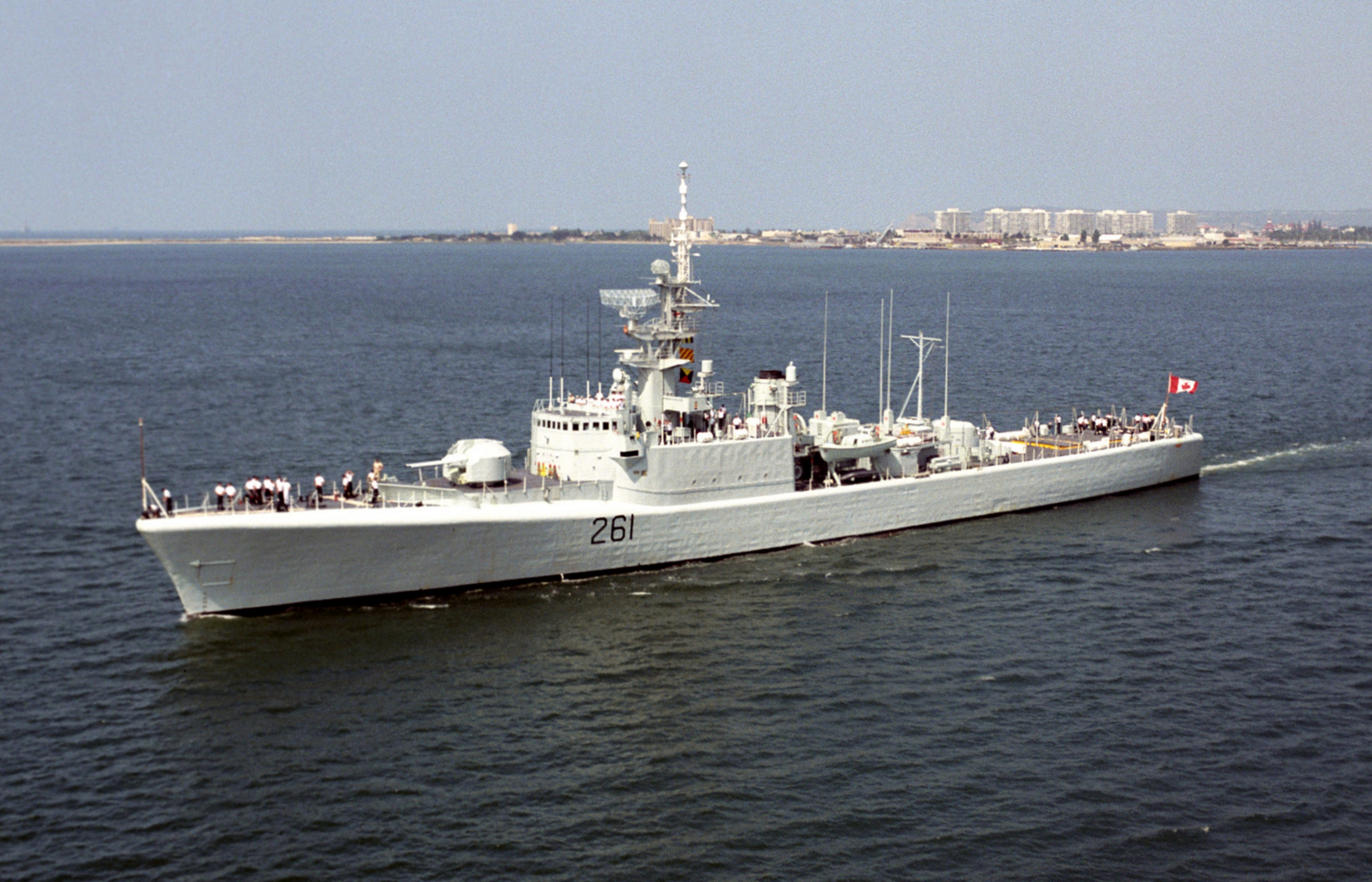
Эсминец Канадского ВМФ «Mackenzie» изображал в эпизоде американский эсминец USS «Ardent».

Списанный эсминец Канадского военно-морского флота «Маккензи» сыграл роль американского эсминца «Ардент». Съёмки интерьерных сцен на корабле также проходили на этом судне. Ранее помещения корабля использовались для съёмки кульминационной сцены эпизода «Конец игры». Для съёмок «Død Kalm», чтобы создать впечатление брошенного судна, корабль пришлось перекрасить. Художник сериала Грэм Мюррей назвал это «состариванием краской». Творческая группа столкнулась со значительными трудностями. Температура воздуха неожиданно упала, создав дискомфортные условия для всех членов съёмочной бригады. Узкие коридоры и помещения с низкими потолками сильно осложняли транспортировку и установку съёмочного оборудования. На нанесение грима Дэвида Духовны и Джиллиан Андерсон уходили часы, сильно задерживая съёмочный процесс. Режиссёр серии Роб Боумен охарактеризовал «Død Kalm» как «эпизод из ада». В сборнике неудачных дублей, доступном на DVD-издании второго сезона, присутствует момент, когда Джиллиан Андерсон, произнося монолог, содержащий слова «в одном я уверена: нам нечего бояться», меняет эту фразу на «в одном я уверена: Говард Гордон — покойник». Изначально «Маккензи» был пришвартован в Нью-Уэстминстере, но во избежание попадания в кадр огней города его пришлось отбуксировать в отдалённую местность, что обошлось продюсерам в сумму около десяти тысяч долларов. Вскоре после завершения съёмок всё оборудование с «Маккензи» было демонтировано, а сам он был затоплен и превращён в искусственный риф в проливе Джорджии.
Для упрощения съёмок продюсеры пытались найти место, которое позволит снимать сцены как в баре, так и в военном госпитале. Изначально это задание казалось невозможным, но Парусный клуб Джеричо в Ванкувере предложил своё помещение, которое при помощи декораций и нужных углов съёмки сыграло роль и норвежского бара, и госпиталя в Бетесде, от чего съёмочная группа была в восторге, так как ей не пришлось ездить с одного места на другое. Клуб находился неподалёку от дома Дэвида Духовны, и в дальнейшем продюсеры также старались подыскивать места для съёмок как можно ближе к домам исполнителей главных ролей.

## Эфир и реакция
Премьера «Død Kalm» состоялась 10 марта 1995 года на канале Fox. По шкале Нильсена эпизод получил рейтинг 10,7 с 18-процентной долей, означающий, что 10,7 процента телевизоров в домохозяйствах США работали в момент премьеры и 18 процентов из них были настроены на канал Fox. Общее число домохозяйств, видевших премьеру, оценивается примерно в 10,2 миллиона.
От критиков эпизод получил большей частью положительные отзывы. «Entertainment Weekly» оценил «Død Kalm» на три балла по четырёхбалльной шкале, отметив, что «несмотря на неуклюжий грим, изоляция вновь окупается, а Малдер и Скалли пробуют быть нежными». Тодд ВанДеррВефф, обозреватель «The A.V. Club», дал эпизоду аналогичную оценку, написав: «Этот эпизод работает практически вопреки самому себе. В нём так много приятных мелочей […] сценарий делает перерыв от постоянного ужаса, которое шоу демонстрировало на протяжении предыдущих нескольких эпизодов, просто для того, чтобы рассказать выбивающую из колеи и, в конечном итоге, трогательную историю о двух друзьях, которые смотрят в пропасть и, каким-то образом, туда не падают».
Роберт Ширман и Ларс Пирсон в книге «Wanting to Believe: A Critical Guide to The X-Files, Millennium & The Lone Gunmen» оценили эпизод на три с половиной звезды из пяти. Назвав серию «переполненной до краёв своей атмосферой», авторы резко отрицательно восприняли концовку, резюмировав, что «если сценаристы создают сюжет, загоняющий их в угол настолько неудобный, что нет реалистичного пути оттуда выбраться, то они вообще не должны писать сценарий». Они также подвергли критике работу гримёров, отметив, что «Скалли достойно выглядит в образе старушки, Малдер же больше похож на человека, который носит на лице несколько слоев латекса».